# Ágios Dimítrios (ort i Grekland, Thessalien)
Ágios Dimítrios är en ort i Grekland.   Den ligger i prefekturen Trikala och regionen Thessalien, i den centrala delen av landet, 270 km nordväst om huvudstaden Aten. Ágios Dimítrios ligger 443 meter över havet och antalet invånare är 207.
Terrängen runt Ágios Dimítrios är kuperad. Runt Ágios Dimítrios är det ganska glesbefolkat, med 36 invånare per kvadratkilometer. Närmaste större samhälle är Kalampáka, 10,4 km sydost om Ágios Dimítrios. 